# Jakub Smektała
Jakub Smektała, né le 26 août 1987 à Rawicz, est un footballeur professionnel polonais. Il joue actuellement au poste de milieu de terrain au Wisła Puławy.

## Palmarès
Néant